# Goździk ogrodowy

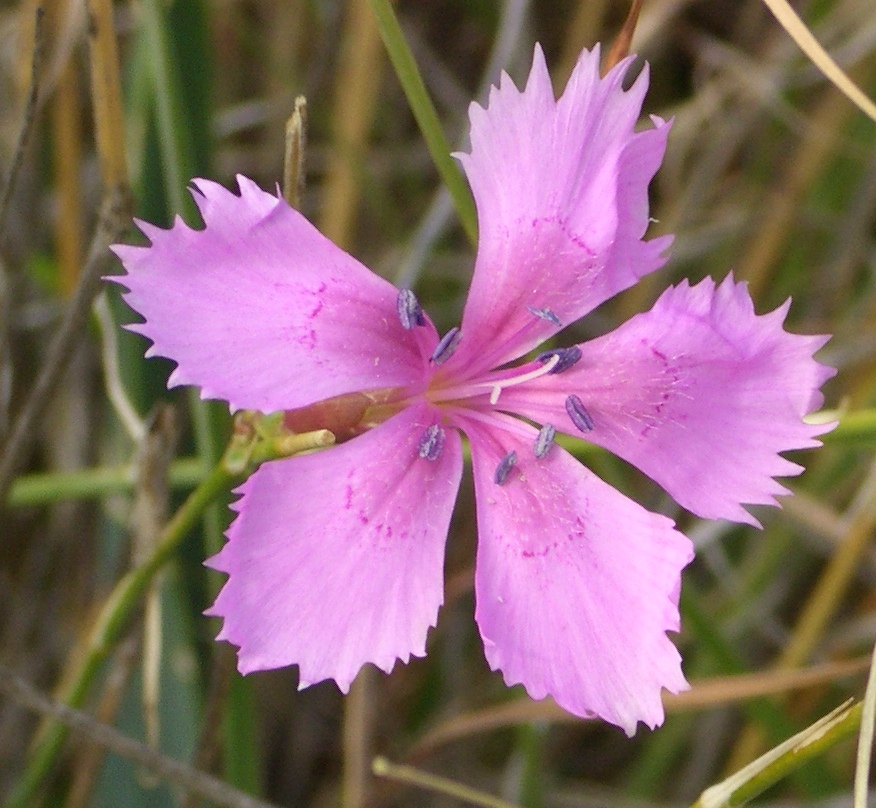
Odmiana ogrodowa

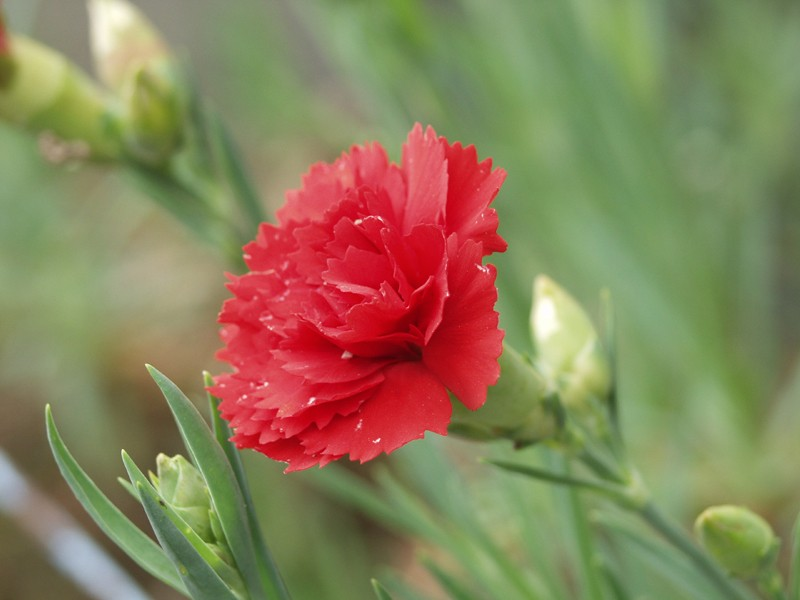
Odmiana o pełnych kwiatach

Goździk ogrodowy (Dianthus caryophyllus L.) – gatunek rośliny jednorocznej lub dwuletniej, należący do rodziny goździkowatych. Pochodzi z południowej Europy (Dalmacja). W Polsce nie występuje w stanie dzikim, jest natomiast często uprawiany jako roślina ozdobna. Uprawiany był już od czasów starożytnych. Oprócz typowej formy gatunku uprawiane są liczne mieszańce z innymi gatunkami.

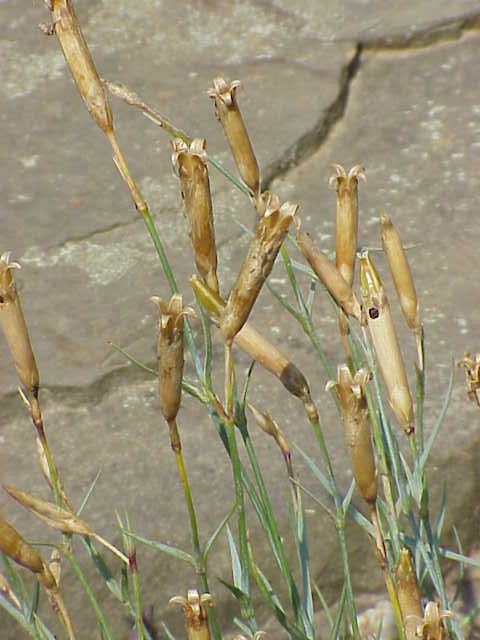
Torebki z nasionami

## Morfologia
PokrójRoślina darniowa tworząca luźne kępki o wysokości 40–80 cm. Cały pęd pokryty jest woskiem i ma sinozielony kolor.
ŁodygaWzniesiona, rozgałęziająca się, sztywna, naga. Tworzy kolanka, w których wyrastają liście. W kolankach tych łatwo dochodzi do złamania łodygi.
LiścieUlistnienie naprzeciwległe. Liście lancetowate, całobrzegie, ostro zakończone, bez przylistków, o szerokości do 2–10 mm. Są zrośnięte nasadami i podobnie jak łodyga pokryte woskiem.
KwiatyNa łodydze wyrasta jeden lub kilka tylko silnie i przyjemnie pachnących dużych kwiatów w kolorze białym, różowym, czerwonym i ich odcieniach. Zielony lub fioletowo nabiegły, cylindryczny kielich składa się z 5 zrośniętych działek i jest 2–4 razy dłuższy od łusek podkielichowych. Korona u typowego gatunku składa się z 5 czerwonych, ząbkowanych płatków, wewnątrz niej 1 słupek i 10 pręcików. Kwiaty kwitną od czerwca do września.
OwocTorebka otwierająca się 4-ząbkami. Nasiona drobne, liczne.

## Zastosowanie
Uprawiany jako roślina ozdobna, zwykle na kwiat cięty, lub na rabatach. W szklarniach uprawiany jest przez cały rok. W uprawie znajdują się liczne kultywary o różnych barwach. Uprawne odmiany zazwyczaj posiadają pełne kwiaty w różnych kolorach, również wielobarwne. Dzieli się je na 2 grupy:
- goździki powtarzające kwitnienie, np. odmiana `Tige de Fer` (zimotrwała), `Chabaud`,
- goździki nie powtarzające kwitnienia, m.in. odmiany : `Grenadin`, `Malmaison`.

## Uprawa
Wymaga słonecznych stanowisk i gliniasto-piaszczystych gleb o stałej wilgotności. Uprawiany jest przeważnie z nasion, czasami przez podział bryły korzeniowej. W gruncie może być uprawiany jako roślina jednoroczna, lub dwuletnia. Przy uprawie jednorocznej nasiona wysiewa się do półciepłego inspektu w marcu i wysadza na stałe miejsce na początku maja w rozstawie 20–25 x 25–30 cm. Przy uprawie dwuletniej nasiona wysiewa się do gruntu od maja do czerwca, siewki wymagają pikowania gdy mają 3–4 liście. Do gruntu wysadza się pod koniec lipca lub z początkiem sierpnia. Zakwitają następnego roku.